# Jan Kochanowski (zm. 1633)
Jan Kochanowski herbu Korwin (zm. w grudniu 1633 roku) – chorąży wielki koronny w latach 1627–1633, łowczy koronny w latach 1607–1629, łożniczy królewski w 1596 roku, dworzanin królewski, starosta stężycki w 1622 roku, starosta kozienicki od 1620 roku.
Poseł na sejm 1611 roku z województwa sandomierskiego, deputat do sprawy brandenburskiej. 
Był elektorem Władysława IV Wazy z województwa sandomierskiego w 1632 roku.